# Balm BE
| BE ist das Kürzel für den Kanton Bern in der Schweiz. Es wird verwendet, um Verwechslungen mit anderen Einträgen des Namens Balm zu vermeiden. |

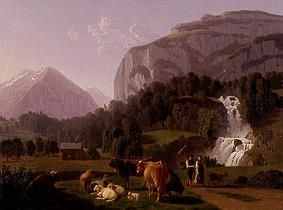
Johann Jakob Biedermann:
«Balm bei Meiringen/Bern mit dem Reichenbachfall»

Die Ortschaft Balm im Kanton Bern gehört zur Gemeinde Meiringen in der Schweiz, daher auch als Balm bei Meiringen geläufig.
Balm befindet sich auf der Schwemmlandfläche zwischen der Aareschlucht und dem Brienzersee. Es befindet sich auf der südlichen Seite der Aare, westlich von der Hauptsiedlung Meiringen.
Balm selbst ist ein langgezogenes Strassendorf, bestehend aus überwiegend älteren, nach Süden ausgerichteten Wohnhäusern. Am östlichen Ortseingang befindet sich eine weitere Häusergruppe mit Oberländer Holzhäusern.
Das örtliche, dreistöckige Schulhaus wurde mit Ende des Schuljahres im Jahr 2006 geschlossen und zum Wohnhaus umgestaltet. Neben dem Feuerwehrhaus befindet sich ein ehemaliges Militärlager in Balm.

## Vereine
- Schützengesellschaft «Schützen Balm»